# アルブレヒト3世 (ザクセン＝ラウエンブルク公)
アルブレヒト3世（Albrecht III., 1281年 - 1308年）は、ザクセン公（在位：1282年 - 1308年）。

## 生涯
アルブレヒト3世はザクセン＝ラウエンブルク公ヨハン1世とインゲボルグ・ビルイェルドッテルの息子である。父ヨハン1世は1282年に公爵の位を辞し、3人の息子アルブレヒト3世、エーリヒ1世およびヨハン2世に公位を譲った。しかし息子らは全員未成年であったため、叔父のアルブレヒト2世が摂政を務めた。アルブレヒト3世とその兄弟たちは成人すると、公領を共同で統治した。兄弟とその叔父アルブレヒト2世を共治のザクセン公として記す最後の文書は1295年のものである。
ザクセン公領は1296年9月20日までに、アルブレヒト3世とその兄弟が共同統治するザクセン＝ラウエンブルクと、叔父のアルブレヒト2世が統治するザクセン＝ヴィッテンベルクに分割され、その時にフィーアランデ、ザーデルバンデ（ラウエンブルク・ラント）、 ラッツェブルク・ラント、ダルジング・ラント（後のアムト・ノイハウス）、ハーデルンの地が兄弟の領地として記されている。アルブレヒト2世は、ヴィッテンベルクとベルツィヒ周辺のザクセン＝ヴィッテンベルクを手に入れた。
アルブレヒト3世とその兄弟は当初ザクセン＝ラウエンブルクを共同統治し、その後3つに分割したが、飛び地であるハーデルンの地は共同統治領のままであった。その後、アルブレヒト3世は1308年に亡くなるまでザクセン＝ラッツェブルクを領有した。弟のエーリヒ1世はアルブレヒト3世の遺領の一部を相続し、アルブレヒト3世の未亡人マルグリット・フォン・ブランデンブルク＝ザルツヴェーデルが残りを保持した。マルグリットの死後は、エーリヒ1世がこれらの領地も手に入れた。
しかし、兄ヨハン2世が自らの権利を主張した。そこで1321年にエーリヒ1世はベルゲドルフ（フィーアランデを含む）をヨハン2世に譲り、ヨハン2世の領地はザクセン・ベルゲドルフ・メルン、エーリヒ1世の領地はザクセン・ラッツェブルク・ラウエンブルクとそれぞれ呼ばれるようになった。

## 結婚と子女
1302年にアルブレヒト3世は、ブランデンブルク＝ザルツヴェーデル辺境伯アルブレヒト3世の娘でポーランド王プシェミスウ2世の未亡人であったマルガレーテ・フォン・ブランデンブルク＝ザルツヴェーデルと結婚し、2男をもうけた。
- アルブレヒト（1344年没） - ゾフィー・フォン・ツィーゲンハインと結婚
- エーリヒ（1338年没）